# Anton Tinnerholm
Anton Lars Tinnerholm (ur. 26 lutego 1991 w Linköping) – szwedzki piłkarz grający na pozycji prawego obrońcy. Od 2014 jest zawodnikiem klubu Malmö FF.

## Kariera klubowa
Swoją karierę piłkarską Tinnerholm rozpoczynał w małych klubach Brokinds IF i IK Östria Lambohov. Następnie został piłkarzem Åtvidabergs FF. W 2009 roku awansował do pierwszego zespołu. 23 kwietnia 2009 zadebiutował w jego barwach w drugiej lidze szwedzkiej w wygranym 2:0 domowym meczu z Ljungskile SK. Na koniec sezonu 2009 awansował z Åtvidabergs do pierwszej ligi, jednak w 2010 wrócił z nim do drugiej ligi. W latach 2012-2013 ponownie grał z Åtvidabergs w pierwszej lidze.
W połowie 2014 roku Tinnerholm odszedł z Åtvidabergs do Malmö FF. Swój ligowy debiut w Malmö zaliczył 19 lipca 2014 w zremisowanym 1:1 wyjazdowym spotkaniu z Kalmar FF. W sezonie 2014 wywalczył z Malmö tytuł mistrza Szwecji.
| Sezon | Klub           | Kraj    | Rozgrywki   | Mecze | Bramki |
| ----- | -------------- | ------- | ----------- | ----- | ------ |
| 2009  | Åtvidabergs FF | Szwecja | Superettan  | 12    | 0      |
| 2010  | Åtvidabergs FF | Szwecja | Allsvenskan | 2     | 0      |
| 2011  | Åtvidabergs FF | Szwecja | Superettan  | 28    | 4      |
| 2012  | Åtvidabergs FF | Szwecja | Allsvenskan | 25    | 1      |
| 2013  | Åtvidabergs FF | Szwecja | Allsvenskan | 29    | 1      |
| 2014  | Åtvidabergs FF | Szwecja | Allsvenskan | 12    | 0      |
| 2014  | Malmö FF       | Szwecja | Allsvenskan | 14    | 1      |
| 2015  | Malmö FF       | Szwecja | Allsvenskan |       |        |

## Kariera reprezentacyjna
W reprezentacji Szwecji Tinnerholm zadebiutował 31 marca 2015 w wygranym 3:1 towarzyskim meczu z Iranem, rozegranym w Solnie.